# いちごの宝石
『いちごの宝石』（いちごのほうせき）は水沢めぐみによる少女漫画作品。

## 概要
漫画は『りぼん』（集英社）の2001年10月号～12月号に連載された。コミックスは全1巻。

## あらすじ
中学2年生の10月、料理が好きな鈴は転校生の片桐が好きだが告白したら振られてしまう。クラス１の美人のみのりも柊也が好きで告白するが振られてしまう。鈴とみのりは協力して柊也の事を調べるが、柊也の意外な一面を目撃して2人の柊也に対する気持が正反対に分かれてしまう。

## 登場人物
苑田鈴（そのだ すず）
主人公。中学2年生。保健委員。料理が好きな女の子。柊也のことが好きだが、告白どころかほとんど話しかける事もできなかった。家族でレストランに行った時に、偶然柊也も家族とそのレストランに来ており、そこでおいしそうにいちごのケーキを食べている柊也を目撃する。普段は無口でクールな柊也の意外な姿に鈴は驚き、自分が作ったケーキをクリスマスに食べて貰いたいと思う。調理実習で柊也と同じ班になるが、料理を失敗してしまい、同じ班の他の生徒たちは残してしまう。しかし柊也だけは残さずに全部食べてくれたので、その優しさに感動してますます好きになる。告白をしたら振られてしまうが、それでも柊也の事があきらめられない。休日に柊也が前の学校の友人たちといちごパフェを食べながら楽しそうに談笑している場面を、みのりと共に目撃して、鈴は「本当の片桐くんはこういう感じだったんだ」と感じ、本当の片桐の姿を見られた事で嬉しく思う。しかしみのりは「クールな柊也が好きだったのにイメージと違ってがっかりした」と鈴に話す。それを柊也に偶然聞かれてしまい、鈴は柊也を傷つけてしまったと自分を責めて、誤解されてしまった事を悲しむ。しかし真子から「自分の本当の気持を言わなきゃ」と励まされて、柊也に本当の気持を打ち明けて恋人同士になれる。
片桐柊也（かたぎり しゅうや）
転校生。鈴の同級生。勉強ができてルックスも良くてスポーツも得意で校内球技大会のバスケットボールでも活躍するので、女子からは非常に人気がある。無口でクールな性格と思われているが、実は人見知りする性格で、転校して来てうまく新しい学校になじめなかったのでそういう風に思われてしまっていて、その事で悩んでいた。調理実習の時間では鈴と同じ班になり、鈴が料理に失敗してほとんど味のしない親子丼ができあがってしまい、同じ班のほかの生徒はその親子丼を残してしまうが柊也は全て食べる。前の学校の友達と話している時には、飾らず明るく本当の素顔を見せて話すことができる。そこを鈴とみのりに目撃されてしまい、鈴は「片桐くんの本当の姿が見られて良かった」と思うが、みのりは「クールでカッコイイと思っていたのにイメージと違ってがっかりした」と鈴に話す。そこに偶然遭遇してしまうが、鈴から本当の気持を聞かされて、自分も本当は鈴が好きだったと告白する。その後は飾らずに明るく本来の自分らしく振る舞えるようになった。
小西みのり（こにし みのり）
ダンス部の部長。クラス一の美人と言われている。頭も良くてスポーツもできて明るくて人気のある女の子。柊也の事が好きで告白するが振られてしまう。鈴が柊也に告白している場面に偶然遭遇してしまうが、その後は鈴に「私も柊也が好きだけど振られちゃったけど諦めない。私たちはライバル同士だけどフェアプレーでいこうね」と提案する。その後は鈴を引っ張って柊也の好きな女の子のタイプを聞きに行ったり、休日に柊也がレストランにいるのを目撃して鈴を呼び出したりする積極的な女の子。しかし柊也が前の学校の友人たちといちごパフェを食べながら楽しそうに談笑しているの目撃して、クールな柊也が好きだったのにイメージと違うとがっかりする。その気持を鈴に話していた所を柊也に偶然聞かれてしまう。鈴が柊也に本当の自分の気持を話しに行こうとする時には鈴を応援する。鈴と柊也が恋人同士になった後には、二人を祝福している。
真子（まこ）
鈴の友人。鈴が柊也を好きな事を知って、鈴を応援する。調理実習で鈴が失敗して、男子から責められていた時には鈴をかばう。柊也がクールで無口だった時には「ああいうタイプは苦手」と言っていたが、柊也と鈴が恋人同士になり、柊也が飾らずに本来の自分らしく明るくみんなと付き合えるようになった後には「今の片桐君の方がいい。鈴の目は正しかった」と言っている。

## コミックス
全1巻。りぼんマスコットコミックスNo.1351。2002年2月15日発売。410円（税込み）。192ページ。ISBN 4-08-856351-4。『いちごの宝石』の他に2作の作品が収録されている。
- いちごの宝石（りぼん2001年10月号～12月号に掲載）
- 8月の制服（りぼんオリジナル2000年8月号に掲載）
- 12月の放課後（りぼんオリジナル2000年12月号に掲載）